# Sideshow Bob
Robert Underdunk Terwilliger Jr., PHD, mais conhecido como Sideshow Bob, é um personagem fictício da série de animação Os Simpsons. É facilmente reconhecível por sua cabeleira semelhante a uma palmeira e seus pés enormes. Era apresentador de TV juntamente com Krusty; Tem 46 anos.

## História

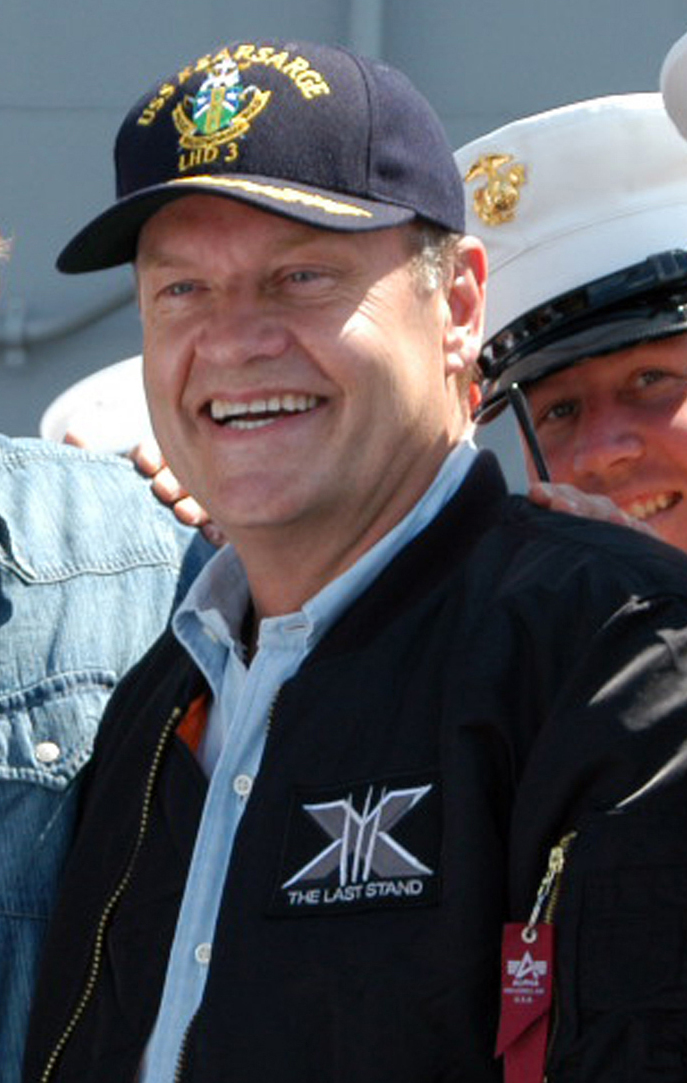
Kelsey Grammer, dublador de Sideshow Bob na versão original.

Embora não aparente pela sua estrutura pequena, o "Sideshow" Bob Terwilliger tem um grande problema. Depois de anos sendo sócio de Krusty, o Palhaço, e de frustrar suas palhaçadas sádicas, Sideshow Bob finalmente tentou, sem sucesso, incriminar falsamente seu atormentador. Depois de um tempo na prisão, Bob tentou se reabilitar, casando-se com Selma Bouvier (eles se divorciaram depois que ele tentou dinamitá-la), assassinando a família Simpson, concorrendo a prefeito e explodindo a cidade. Um motivo possível para a hostilidade de Bob pode ser o descontentamento com as profissões que escolheu anteriormente. Um tipo erudito, urbano, estudioso, intelectual, Bob nunca foi realmente feito para as palhaçadas de Krusty. Sendo intelectual, Bob preocupa-se muitas vezes com as palavras, às vezes, pedindo para repetir o que uma pessoa disse só para dizer a frase com os melhoramentos que fez.
Ele cometeu crimes dos mais variados: incriminou falsamente o palhaço Krusty no roubo milionário da loja Kwik-E-Mart, mas acabou desmascarado e preso; elegeu-se prefeito da cidade por um esquema de manipulação de votos onde ele colocava nomes de pessoas mortas como sendo seus eleitores; tentou assassinar Selma Bouvier (irmã de Marge) em um motel em plena lua-de-mel; sequestrou Bart para tentar fugir do país; roubou uma bomba atómica para fazer explodir a Cidade de Springfield se não acabassem as emissões televisivas; entre outros. Todos esses crimes foram um a um solucionados por Bart e Lisa. Sideshow Bob é o auto-proclamado "inimigo número 1 de Bart Simpson".
Em épocas mais recentes de "Os Simpsons", Sideshow Bob mora na prisão, onde divide uma cela com seu irmão igualmente mau e inteligente, Cecil.
Em um episódio, Bob decide se mudar para a Toscana, onde lá é eleito prefeito e tem mulher e filho.
Nos últimos episódios, Sideshow Bob acaba morrendo falsamente. Mas na verdade era só mentira para tentar matar Bart Simpson com a ajuda de sua família.